# Choroba Coatsa

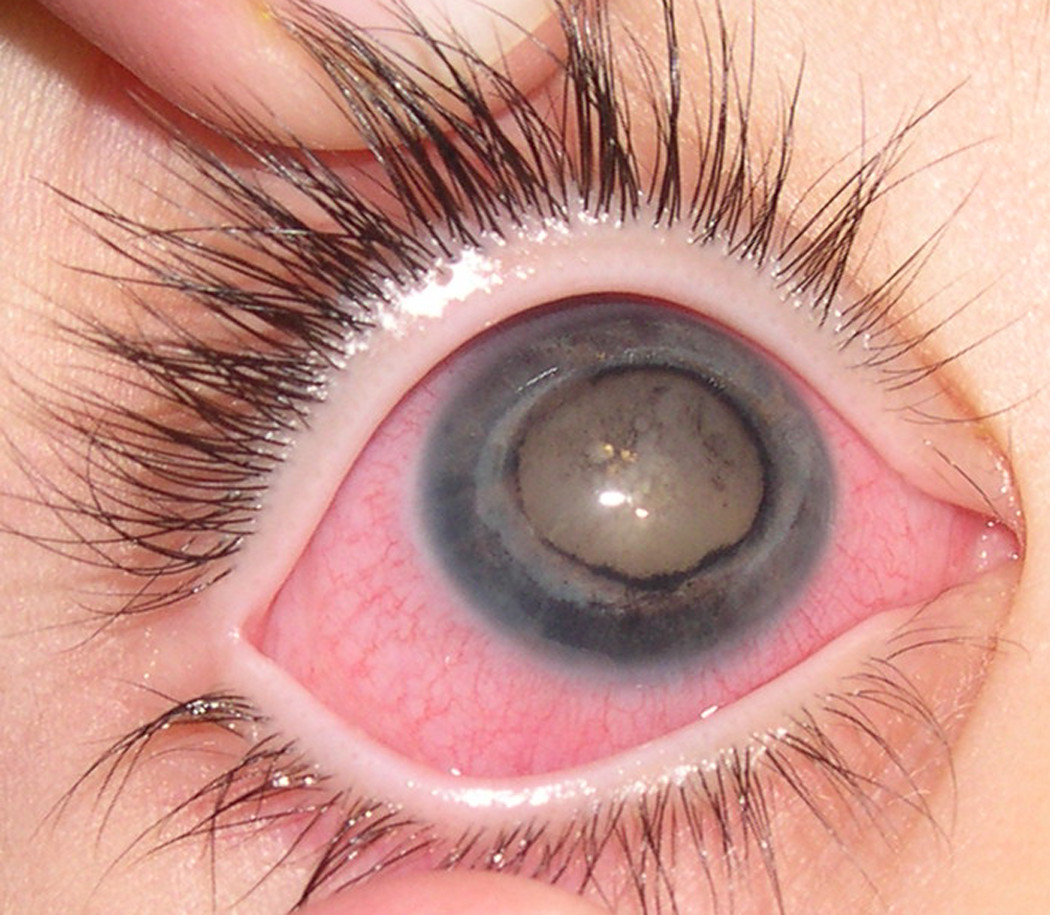
Oko pacjentki z chorobą Coatsa: widoczne jest przekrwienie spojówki, łagodny obrzęk rogówki, zrosty tylne i zaćma

Choroba Coatsa (łac. teleangiectasis retinae, morbus Coats, ang. Coats' disease, exudative retinitis, retinal telangiectasis) – wrodzone, niedziedziczne, postępujące uszkodzenie naczyń krwionośnych siatkówki. Choroba może przypominać przebiegiem siatkówczaka. Schorzenie opisał jako pierwszy szkocki okulista George Coats w 1908 roku. 

## Epidemiologia
Choroba ujawnia się na ogół w pierwszych dziesięciu latach życia; jest częstsza u chłopców (69% dotyczy płci męskiej).

## Etiologia
Przyczyna choroby nie jest obecnie znana. Opisano jednak przypadek choroby Coatsa jako pierwszej manifestacji dystrofii twarzowo-łopatkowo-ramieniowej, której przyczyną są mutacje typu delecji w locus 4q35

## Objawy kliniczne i przebieg

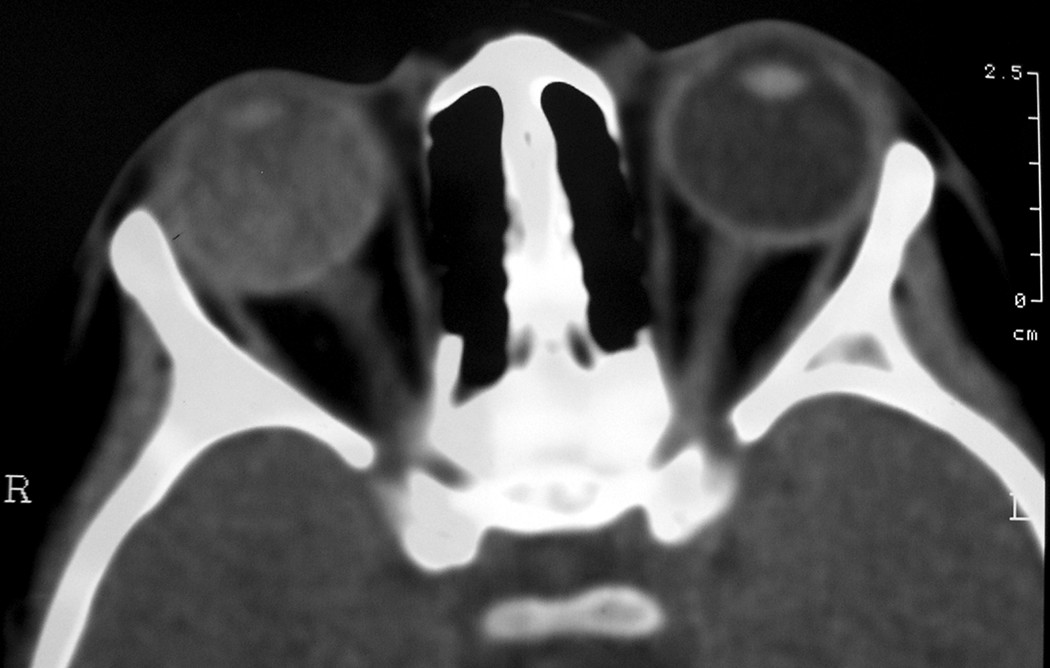
Obraz choroby Coatsa w tomografii komputerowej

W ciężkich postaciach choroba objawia się masywnymi wysiękami z wtórnym odwarstwieniem siatkówki. Może wystąpić biały refleks źreniczny (leukokoria), zez i niedowidzenie. W lżejszych postaciach objawem jest obniżenie ostrości wzroku.

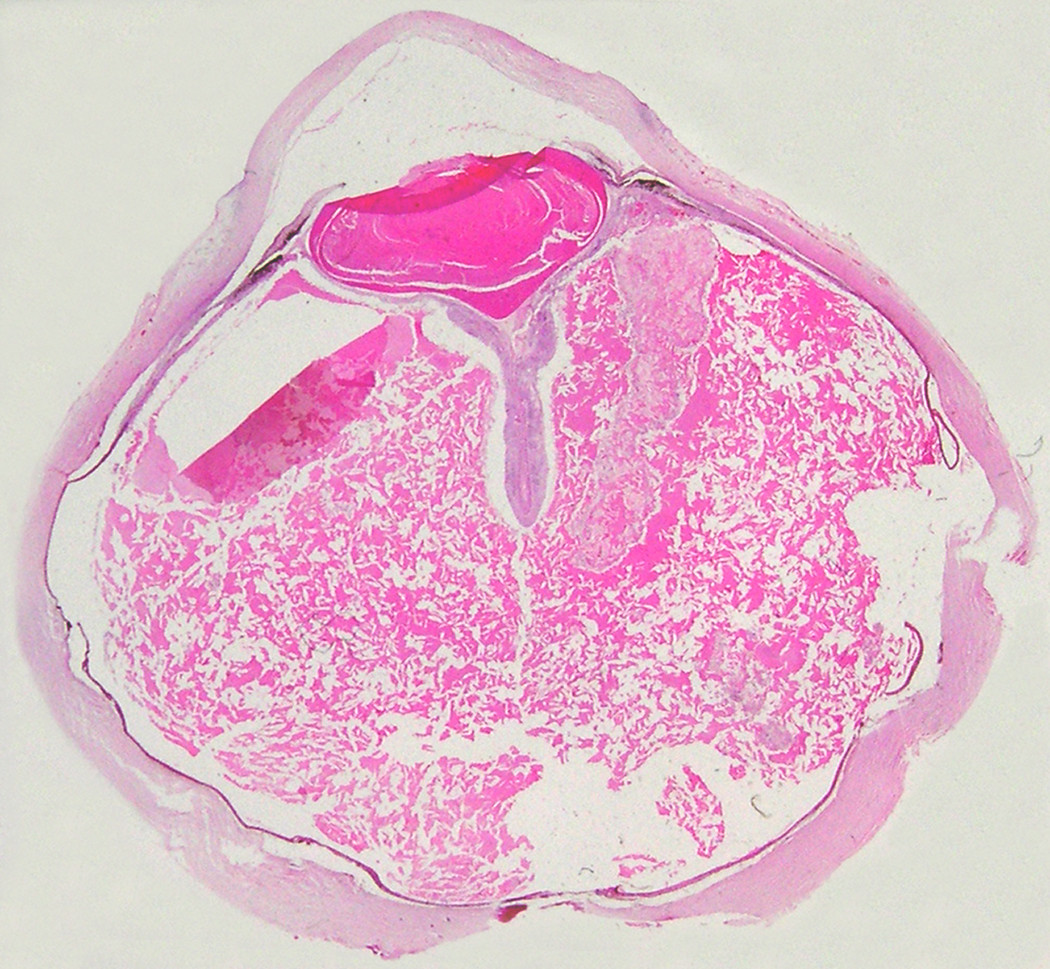
Obraz histopatologiczny enukleowanej z powodu choroby Coatsa gałki ocznej. Widać całkowite odwarstwienie siatkówki. Barwienie H-E

## Leczenie
Leczenie polega na obliterowaniu nieprawidłowych naczyń przy pomocy fotokoagulacji lub kriokoagulacji. W ciężkich przypadkach stosuje się drenaż płynu podsiatkówkowego i endolaserokoagulację. Niekiedy zachodzi konieczność witrektomii.